# Отровно животно
Отровното животно е това, в чиито тъкани се съдържат отровни вещества, или това, притежаващо отровни органи. Последните са свързани с отровни жлези, от които чрез зъби, челюсти или опашен шип се отделя отрова. Отровните животни използват отровата за защита и нападение.
Отровни животни се срещат навсякъде. Много от тях не нападат човека и само раздразнени или обезпокоени при самозащита могат да предизвикат опасни увреждания, както и смърт.

## Морски отровни животни
Във водна среда живеят много видове отровни животни. В тропичните австралийските води се среща морската оса (на латински: Chironex fleckeri), която е най-отровната медуза на планетата. Тя е изключително наситена с токсини, които когато са в контакт с човека, могат да спрат сърдечно-дихателните функции за по-малко от 5 минути.
Медузите, които обитават Черно море, са 2 вида, от които по-едра е белодробната медуза (на латински: Rhizostoma pulmo). При допир с копривните клетки на пипалата ѝ от тях изтича парлива течност, която предизвиква парене, възпаление, а попаднала например в устната лигавица или в очите, може да причини сериозни поражения.
Сред морските охлюви също има отровни. Най-силно отровни са видовете от род Конуси, като например мрамориран конусовиден охлюв (на латински: Conus marmoreus). Той е сравнително дребен по форма, красиво изглеждащ, но една капка от неговата отрова е толкова силна, че може да убие без проблем 20 души, като ефектът от ужилването започва да действа моментално и води до парализа, подуване, изтръпване.
Описани са случаи на отравяне от някои дребни видове октоподи, които отделят отровна плюнка. Синьопръстенният октопод (на латински: Hapalochlaena) се среща в Тихия океан и е с размерите на топче за голф, но може да убие всеки един човек със силната си отрова. Ухапването му води до задушаване, парализа и неминуема смърт.
Много видове риби имат по кожата си отровни жлези. По българското крайбрежие рядко се среща скатът морска котка (на латински: Dasyatis pastinaca), който лежи върху пясъчно или тинесто дъно (обикновено на дълбочина, по-голяма от няколко метра). При настъпване забива в крака на човека отровен шип, който е назъбен и се намира на опашката.
Сред семейство морски скорпиони (на латински: Scorpaenidae) също има много видове с отровни жлези. В Черно море се среща повсеместно морски скорпид (скорпена). Убождането от него е болезнено и понякога раната зараства трудно.
Най-отровните риби на света са каменните риби (Synanceia). Те се срещат в Тихия океан, Индийския океан, Червено море и Големия бариерен риф. Тяхното ужилване причинява неописуема болка, води до инфектиране на мястото и за да оцелее човек трябва да му се ампутира ухапания крайник.
Отровата по кожата на рибата фугу предизвиква бърза смърт, но преди това се схващат устните и езика на човек, появява се замайване, повръщане и сърдечна недостатъчност, трудно дишане и парализа. Повечето от жертвите умират до 24 часа след отравянето. Тази риба е деликатес в Корея и Япония и готвачите полагат много усилия да я сготвят, така, че да бъде безопасна за ядене.
Убожданията от иглите на морски таралеж (на латински: Strongylocentrotus) и са болезнени и може да предизвикат парализа.
Всички видове морски змии също са силно отровни, но те не се срещат в Черно море. Най-отровната морска змия е клюнестата морска змия (на латински: Enhydrina schistosa). Тя е разпространена главно в Арабско море и в морета на Югоизточна Азия, Австралия и Нова Гвинея. Отровата и е от 4 до 8 пъти по-силна от тази на кобрата. Ухапването парализира и убива жертвата за секунди. Смята се, че само 1,5 мг отрова от нея е достатъчна да убие човек.

## Земноводни отровни животни
Кожата на почти всички земноводни отделя като предпазно средство отрова. Отровата батрахотоксин на някои видове американски жаби, е много силна и с нея индианците мажат върховете на копията и стрелите си. Краставите жаби от род Буфо зад очите имат отровни жлези, които отделят млекоподобна отровна течност. В големи дози тя може да е опасна за човека.
Едни от най-отровните животни на планетата са жабите стрела (Dendrobatidae). Те се срещат сред горите на Централна и Южна Америка. Дълги са само 5 cm, но една от тях е способна да убие 10 души или 20 000 мишки. Само 2 μg от смъртоносната ѝ отрова е способна да убие човек и всеки голям бозайник.

## Сухоземни отровни животни
На сушата също има много видове отровни животни. Особено опасни са някои членестоноги паяци, скорпиони и др. Между силно отровните паяци е черният паяк (на латински: Latrodectus), широко разпространен в Южна Америка и в някои райони на СССР (среща се и в Южна България). Ухапването от паяците тарантули (на латински: Theraphosidae) е болезнено, но не е смъртоносно.
Бразилският бродещ паяк (на латински: Phoneutria) е записан в книгата на Гинес за 2007 г. за най-смъртоносния паяк на света и за паяка виновен за най-много смъртни случаи от ухапвания. Отровата му съдържа повече невротоксини, от който и да е друг паяк. Само 6 μg от неговата отрова е способна да убие мишка. Най-интересното е, че ухапването му води не само до смърт, а и до силна полова възбуда, която трае много часове след ухапването, но която също може да доведе до импотентност, ако човека бъде спасен.
Тропичните скорпиони, като например императорският скорпион, имат отровен шип, разположен в крайното членче на опашката, което е заострено и завито напред. Отровата, която се отделя от него, парализира нервните окончания в дихателните мускули.
Най-смъртоносния скорпион на планетата е смъртоносният ловуващ скорпион (на латински: Death Stalker Scorpion). Той се среща в Северна Америка и Средния Изток. Отровата му представлява смес от невротоксини, които довеждат до силна болка, температура, изпадане в шок, кома, а в някои случаи и до смърт.
В България се срещат два вида скорпиони – Карпатски и Италиански. Те не са опасни, макар убождането от тях понякога да е болезнено.
Най-известните и опасни за човека отровни животни са змиите. В тропичните страни има много отровни видове, като кобри, гърмящи змии, бушмастер, копиеглави змии и др. Най-отровната змия е континенталният тайпан (Oxyuranus microlepidotus). Той се среща най-вече в сухите равнини и поля на Централна Австралия. С едно ухапване, при което се отделя от 44 до 110 мг отрова, може да убие около 100 души или 250 000 мишки. Отровата му е до 850 пъти по-силна от тази на диамантената гърмяща змия (на латински: Crotalus adamanteus), 50 пъти по-силна от тази на индийската кобра, и може да убие човек за 45 минути.
В България има няколко вида сухоземни отровни змии, от които най-добре познати са пепелянката и усойницата. Пепелянката е най-често срещаната отровна змия в България. Живее по припечни и голи места, но не по-високо от 800 m надморска височина. Усойницата се среща предимно из сенчести, обраснали с растителност райони в по-високите части на планините. В сравнение с някои видове чуждестранни змии пепелянката и усойницата са по-малко отровни.
От смоковете, разпространени в България, отровен е само вдлъбнаточелият смок (Malpolon monspessulanus), който не е опасен за човека. Отровните му зъби са навътре и с тях може да ухапе само малко животно, и то, след като го налапа. Среща се по сухи и каменисти места само в югоизточните райони на страната.
В България се срещат и два вида бръмбари – черен и син голям бегач, които изхвърлят струя парлива течност, когато са обезпокоени. Многоножките също отделят отровна течност срещу нападателите си. Стоножките отделят циановодородна киселина, която причинява обриви.